# Phaeochrous tokaraensis
Phaeochrous tokaraensis là một loài bọ cánh cứng trong họ Hybosoridae. Loài này được Nomura miêu tả khoa học năm 1961.